# Praktica BCA

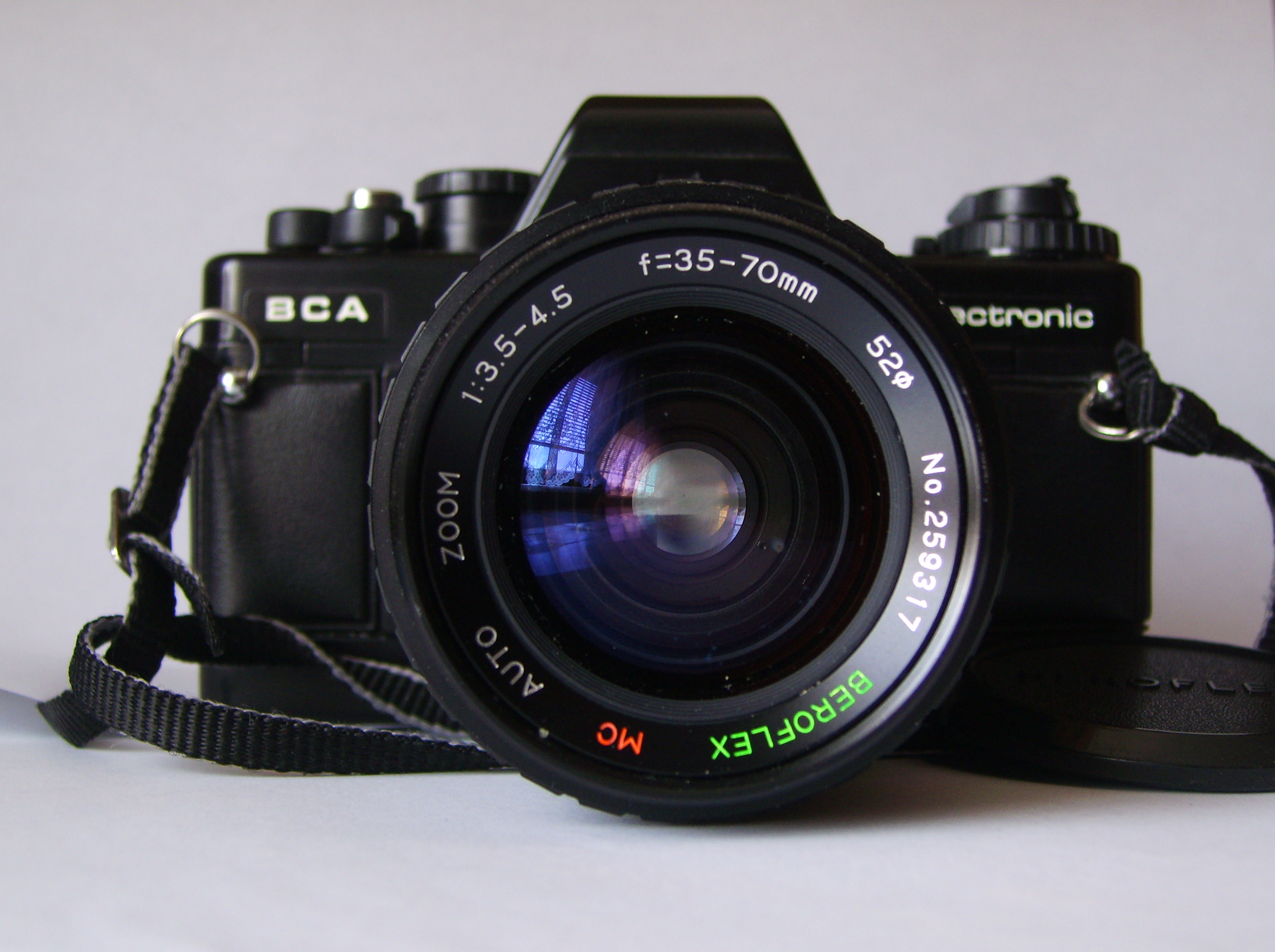
Eine Praktica BCA electronic

Die Praktica BCA ist eine einäugige Spiegelreflexkamera der Praktica-B-Baureihe des Herstellers Pentacon aus Dresden. Die in der DDR gefertigten Fotoapparate wurden auch exportiert. Sie ist der Nachfolger Praktica B 100. Technisch unterscheidet sie sich von dieser durch die Belichtungsanzeige mit farbigen LEDs und den fehlenden koaxialen Blitzanschluss. Von der BCA wurden zwischen August 1986 bis Dezember 1989 ca. 230.000 Kameras gebaut.

## Variationen
Von der Praktica BCA wurden mehrere Variationen hergestellt:
- BCA M
- Praktica M, Spezialversion zum Anschluss an Mikroskope
- Praktica BCS
- Praktica BCC
- Jenaflex AC-1: technisch gesehen eine Praktica BCA mit zusätzlichem Haltegriff, die von 1987 bis 1989 in relativ geringer Stückzahl für den britischen Markt gebaut wurde.

## Technische Merkmale
- elektronisch gesteuerter Metalllamellenverschluss mit stufenloser Belichtungszeit zwischen 1/1000 und 1 Sekunde
- mechanische Festzeit 1/60 Sekunde
- Praktica-Bajonettverschluss, EDC (elektronische Blendenkontrolle) zur TTL-Belichtungsmessung mit Cadmiumsulfid-Fotowiderstand
- Filmempfindlichkeit einstellbar von ASA 12 - 3200
- pentaprismischer Sucher mit 95 % Sichtfeld, dreifache Scharfstellmöglichkeit durch Schnittbildindikator, Mikroprismenring und Einstellscheibe; rote, grüne und gelbe LEDs zur Anzeige der gemessenen Belichtungszeit
- manuelle Korrektur der Belichtungszeit von ±2 Stufen
- mechanischer Selbstauslöser mit etwa 8 s Vorlaufzeit
- Blitzschuh mit X-Synchronisation (1/60 s)
- Anschlussmöglichkeit für Motorwinder
- beim Öffnen der Rückwand rückstellendes Bildzählwerk, Auslösesperre
- 4 × LR44 Batterie (V 28PX, 6 Volt)